# Napeogenes iquitensis
Napeogenes iquitensis är en fjärilsart som beskrevs av Otto Staudinger 1884. Napeogenes iquitensis ingår i släktet Napeogenes och familjen praktfjärilar. Inga underarter finns listade i Catalogue of Life.